# Església parroquial de Sant Blai (Bot)
L'Església parroquial de Sant Blai és un edifici del municipi de Bot (Terra Alta) inclosa en l'Inventari del Patrimoni Arquitectònic de Catalunya.

## Descripció
Es tracta d'una església de nau única i planta rectangular datada el segle xvii. No té transsepte i la capçalera és de tipus poligonal tallada. La creueria està distribuïda en quatre parts a la nau i, a les capelles laterals, els contraforts que separen aquestes, surten a l'exterior per la part més alta i entre ells se situen les finestres d'il·luminació -o sigui a la part de dalt de les capelles-.
Al lloc on hi havia el cementiri, posteriorment al 1939, es van fer una capella i la seva corresponent sagristia. El 1936 el presbiteri havia estat retallat per eixamplar la via que venia de Gandesa, destruint-se així, el retaule major i la sagristia que hi havia al darrere.
Només la façana que té la porta i l'absis és visible, ja que les altres fan de mitgeres. Al costat de la porta hi ha una fornícula amb una figura de Sant Blai.
Dins, té un cor on hi havia una barana i una plataforma per a l'orgue que probablement eren originals, encara que avui estan perduts.
El campanar, espigada atalaia, és quadrat, construït amb carreus tallats i de filades regulars. La seva portalada d'accés és clàssica, molt simple, amb un arc de mig punt que té impostes, guardapols i cassetons florals a l'intradós. Als laterals hi ha dues columnes toscanes que suporten l'entaulament i el frontó triangular partit per col·locar-hi una fornícula. Les cobertes són de terra, tota de carreus.
El patró titular de l'església parroquial és Sant Blai, amb festa el 3 de febrer.

## Història
Es creu que Bot és el "Buzot" -"de termino de Orta"- que figura, el 1153, en la donació del castell de Miravet. El 1279 s'hi documenta una església a la zona.
A una altra descripció en termes generals, de Tortosa, compareix esmentada, el 1355, com "la vila antiga de Bot".
L'església titular fou profanada pels francesos -flamencs i valons, mercenaris de l'exèrcit de Felip II-, el 1640 i deu anys després, els habitants de Bot, exasperats, mataren tres soldats del país veí, trametent-ne el cap als espanyols.
Com altres poblacions properes, el lloc fou escenari, també, dels conflictes carlins i de la guerra civil de 1936-1939.